# Erik Varga
Erik Varga (Šaľa, Checoslovaquia, 9 de junio de 1976) es un deportista eslovaco que compite en tiro, en la modalidad de tiro al plato.
Ganó cuatro medallas en el Campeonato Mundial de Tiro entre los años 2014 y 2018, y cinco medallas en el Campeonato Europeo de Tiro entre los años 2011 y 2025. En los Juegos Europeos de Bakú 2015 obtuvo dos medallas, oro en la prueba mixta y plata en la prueba individual.
Participó en cuatro Juegos Olímpicos de Verano, entre los años 2008 y 2020, ocupando el cuarto lugar en Tokio 2020, en la prueba de foso mixto.

## Palmarés internacional
| Campeonato Mundial | Campeonato Mundial       | Campeonato Mundial | Campeonato Mundial |
| Año                | Lugar                    | Medalla            | Prueba             |
| ------------------ | ------------------------ | ------------------ | ------------------ |
| 2014               | Granada (España)         | Medalla de oro     | Foso               |
| 2015               | Lonato (Italia)          | Medalla de oro     | Foso               |
| 2018               | Changwon (Corea del Sur) | Medalla de oro     | Foso mixto         |
| 2018               | Changwon (Corea del Sur) | Medalla de plata   | Foso               |
| Juegos Europeos    |                          |                    |                    |
| Año                | Lugar                    | Medalla            | Prueba             |
| 2015               | Bakú (Azerbaiyán)        | Medalla de oro     | Foso mixto         |
| 2015               | Bakú (Azerbaiyán)        | Medalla de plata   | Foso               |
| Campeonato Europeo |                          |                    |                    |
| Año                | Lugar                    | Medalla            | Prueba             |
| 2011               | Belgrado (Serbia)        | Medalla de oro     | Foso               |
| 2018               | Leobersdorf (Austria)    | Medalla de plata   | Foso mixto         |
| 2022               | Lárnaca (Chipre)         | Medalla de bronce  | Foso mixto         |
| 2023               | Osijek (Croacia)         | Medalla de plata   | Foso mixto         |
| 2025               | Châteauroux (Francia)    | Medalla de oro     | Foso mixto         |